# 188-as busz (Budapest)
A budapesti 188-as jelzésű autóbusz Kelenföld vasútállomás és Budakeszi, Honfoglalás sétány között közlekedik Budaörs érintésével. A viszonylatot a MÁV Személyszállítási Zrt. üzemelteti.

## Története
2019. május 11-étől 188-as jelzéssel új járatot indított a Volánbusz Kelenföld vasútállomás és Budakeszi, Honfoglalás sétány között, Budaörs érintésével. Mindenszentek idején érintette az akkor még ideiglenes Budakeszi temető megállót a Honfoglalás sétány felé.
2019 szeptemberében a budakeszi végállomását a Márity László út másik oldalára helyezték át. Ezen az oldalon a helyi általános iskola új épülete található.
2020. május 1-jén átadták a Budakeszi temető megállót, ezzel egy időben a Temető utca megállót megszüntették.

## Útvonala
| Budakeszi, Honfoglalás sétány felé |
| Kelenföld vasútállomás M vá. – Koszorúslány utca – aluljáró – Budaörsi út – Budaörs, Budapesti út – Szabadság út – Gyár utca – 8102 – Budakeszi, Bianka utca – Szürkebarát utca – Szőlőskert utca – Budaörsi út – Fő utca – Temető utca – Márity László út – Honfoglalás sétány, forduló – Márity László út – Budakeszi, Honfoglalás sétány vá. |
| Kelenföld vasútállomás felé |
| Budakeszi, Honfoglalás sétány vá. – Márity László út – Temető utca – Fő utca – Budaörsi út – Szőlőskert utca – Szürkebarát utca – Bianka utca – 8102 – Budaörs, Gyár utca – Szabadság út – Budapesti út – Budapest, Budaörsi út – aluljáró – Lapu utca – autópálya-bevezető – Koszorúslány utca – Kelenföld vasútállomás M vá.                  |

## Megállóhelyei
Az átszállási kapcsolatok között az eltérő üzemidővel közlekedő 188E busz nincsen feltüntetve.
| 0                                      | Kelenföld vasútállomás M végállomás      | 42 | 1, 19, 49 8E, 40, 40B, 40E, 53, 58, 87, 87A, 88, 88A, 101B, 101E, 108E, 141, 150, 150B, 153, 154, 172, 173, 187, 250, 250B, 251, 251A, 251E, 272 689, 691, 710, 712, 715, 720, 722, 724, 725, 727, 731, 732, 734, 735, 736, 760, 762, 763, 764, 767, 770, 774, 775, 778, 779, 798, 799 S10 G10 S12 S30 G30 Z30 S34 S35 S36 S40 G40 Z40 S42 Z42 G43 G44 IC, EC, EN, sebesvonat, gyorsvonat, expresszvonat, |
| 2                                      | Sasadi út                                | 41 | 8E, 40, 40B, 40E, 53, 87, 87A, 88, 88A, 108E, 139, 140, 140A, 150, 150B, 153, 154, 172, 173, 187, 240, 272 731, 764 1172, 1173, 1174, 1175, 1176, 1177, 1183, 1184, 1185, 1188, 1189, 1190, 1193, 1194, 1201, 1205, 1212, 1215, 1216, 1229, 1251, 1253, 1254, 1257, 1268 |
| 5                                      | Gazdagréti út                            | 39 | 8E, 40, 40B, 87, 87A, 88, 88A, 139, 140, 140A, 153, 154, 240 |
| 7                                      | Madárhegy                                | 37 | 40, 40B, 88, 88A, 140, 140A, 240 |
| 8                                      | Rupphegyi út                             | 36 | 40, 40B, 88, 88A, 140, 140A, 240 |
| 9                                      | Felsőhatár utca                          | 35 | 40, 40B, 88, 88A, 140, 140A, 240, 289 767 |
| Budapest–Budaörs közigazgatási határa  |                                          |    | |
| 10                                     | Tulipán utca                             | 34 | 40, 40B, 88, 88A, 140, 140A, 240, 289 |
| 11                                     | Aradi utca                               | 33 | 40, 40B, 88, 88A, 140, 140A, 240, 289 |
| 12                                     | Templom tér                              | 31 | 40, 40B, 88, 88A, 140, 140A, 240, 288, 289 767 |
| 13                                     | Károly király utca                       | 30 | 40, 40B, 40E, 88, 88A, 140, 140A, 240, 287 |
| 14                                     | Kisfaludy utca                           | 29 | 40, 40B, 40E, 88, 88A, 140, 140A, 240, 287, 288, 289 |
| 15                                     | Kötő utca                                | 28 | 40, 40B, 40E, 88, 88A, 140, 140A, 240, 287 |
| 16                                     | Budaörs, városháza                       | 27 | 40, 40B, 40E, 88, 88A, 140, 140A, 240, 287 756, 767 |
| 18                                     | Gimnázium                                | 25 | 40, 40E, 40, 88, 88A, 140, 140A, 240, 287 755, 756, 767 |
| 19                                     | Alcsiki dűlő                             | 24 | 88, 88A, 289 |
| 19                                     | Lejtő utca                               | 24 | 88, 88A |
| 20                                     | Ibolya utca                              | 23 | 88, 88A, 288 |
| 21                                     | Csiki csárda                             | 22 | 88, 88A, 288 |
| 22                                     | Csiki tanya                              | 21 | 88, 88A |
| 23                                     | Gyár utca                                | 20 | 88, 88A 767 |
| 25                                     | Raktárbázis                              | 18 | |
| 26                                     | Budaörs, Gábor Dénes körút               | 17 | |
| Budaörs–Budakeszi közigazgatási határa |                                          |    | |
| 28                                     | Farkashegyi repülőtér                    | 13 | |
| 31                                     | Budakeszi, Tesco áruház                  | 10 | 22 |
| 32                                     | Szőlőskert utca                          | 9  | 22 |
| 34                                     | Budakeszi, Tiefenweg utca                | 8  | 22 |
| 35                                     | Dózsa György tér                         | 6  | 22, 22A 781, 782, 783, 784, 785, 786, 787, 789, 791 |
| 36                                     | Erdő utca                                | 5  | 22, 22A |
| 39                                     | Budakeszi, városháza                     | 4  | 22, 22A 781, 782, 783, 784, 785, 786, 787, 789, 791 |
| 40                                     | Széchenyi utca (gimnázium)               | 2  | 222 793, 794, 795 |
| 40                                     | Budakeszi temető                         | 1  | 222 793, 794, 795 |
| 41                                     | Zichy Péter utca                         | 0  | 222 |
| 42                                     | Budakeszi, Honfoglalás sétány végállomás | 0  | 222 |